# Сииба
Сииба (яп. 椎葉村 Сииба-сон) — село в Японии, находящееся в уезде Хигасиусуки префектуры Миядзаки. Площадь села составляет 537,35 км², население — 2881 человек (1 августа 2014), плотность населения — 5,36 чел./км².

## Географическое положение
Село расположено на острове Кюсю в префектуре Миядзаки региона Кюсю. С ним граничат города Сайто, Яцусиро, посёлки Мисато, Гокасе, Ямато и сёла Мороцука, Нисимера, Мидзуками.

## Население
Население села составляет 2881 человек (1 августа 2014), а плотность — 5,36 чел./км². Изменение численности населения с 1980 по 2005 годы:
| 1980 | 5478 чел. |  |
| 1985 | 5131 чел. |  |
| 1990 | 4611 чел. |  |
| 1995 | 4160 чел. |  |
| 2000 | 3769 чел. |  |
| 2005 | 3478 чел. |  |

## Символика
Деревом села считается Zanthoxylum piperitum, цветком — Hymenanthes, птицей — Syrmaticus soemmerringii.